# The Scam
Pour plus de détails, voir Fiche technique et Distribution.
The Scam (hangeul : 작전 ; RR : Jak jeon, littéralement « Opération ») est un thriller sud-coréen écrit et réalisé par Lee Ho-jae, sorti en 2009. Il s’agit du premier film sud-coréen abordant sur la bourse.

## Fiche technique
- Titre original : 작전
- Titre international : The Scam
- Réalisation et scénario : Lee Ho-jae
- Photographie : Gi Se-hun
- Montage :  Sin Min-kyeong
- Musique : Mok Young-jin
- Production : Oh Yeong-seok ; Kim Su-jin, Yoon In-beom et David Cho (coproducteurs)
- Société de production : Bidangil Pictures ; Silk Road (coproduction)
- Société de distribution : Showbox/Mediaplex
- Pays d’origine :  Corée du Sud
- Langue originale : coréen
- Format : couleur
- Genre : thriller
- Durée : 125 minutes
- Date de sortie :
  - Corée du Sud : 12 février 2009

## Distribution
- Park Yong-ha : Kang Hyeon-soo, l’investisseur individuel
- Kim Min-jung : Yoo Seo-yeon, le planificateur financier
- Park Hee-soon : Hwang Jong-gu, le gangster devenu patron
- Kim Moo-yeol : Jo Min-hyeong, le courtier en obligations
- Jo Duk-hyun : Park Chang-joo, le courtier
- Kim Joon-sung : Brian Choi, le gestionnaire de fonds
- Lee Dong-yong ... le chef Han
- Jo Jae-yoon : le député Lee
- Park Jae-woong : Deok-sang
- Sin Hyeon-jong : le savant Woo
- Kwon Hyung-joon : Kin Seung-beom
- Yoo Seung-mok : Yoon Sang-tae
- Kim Seung-hoon : Lee Jae-hak
- Jeon Gook-hwan : Masan Chang-too
- Lee Yeong-ih : Hyun-soo's mother
- Park Yong-yeon : Kang Joon-soo
- Bae Ho-geun : Park Ji-hyeok

## Distinctions
Récompense
- Grand Bell Awards 2009 : Meilleur nouveau réalisateur